# Ion Hui
Ion Hui (n. 2 octombrie 1929, Șiria, Arad) a fost un deputat român în legislatura 1992-1996, ales în județul Arad pe listele partidului PNȚCD/PER. 